# Спи (фільм)
«Спи» (англ. Sleep) — перший фільм режисера Енді Воргола. Самим творцем картини стрічка названа «анти-фільмом» (anti-film). Картина знята на чорно-білу кіноплівку та без звуку. У наступному році, «натренувавшись», Воргол зняв ще більш «анти» фільм «Емпайр» (485 хв.)

## Сюжет
Протягом 5 годин і 20 хвилин глядачеві показаний сплячий Джон Джорно — на той час коханець Воргола.

## Показ
Прем'єрний показ фільму відбувся 17 січня 1964 в The Film-Makers 'Cooperative за безпосередньої участі Йонаса Мекаса. Всього було дев'ять глядачів, двоє з них пішли з перегляду протягом першої години.

## Створення фільму
Спочатку замість Джорно Воргол хотів зняти сон Бріжит Бардо.
Намагаючись збільшити довжину свого фільму, Воргол дублював деякі частини плівки.